# Unidad Acaquilpan
Unidad Acaquilpan är en förort till Los Reyes Acaquilpan i Mexiko, tillhörande La Paz kommun i delstaten Mexiko. Unidad Acaquilpan ligger i den centrala delen av landet och tillhör Mexico Citys storstadsområde. Orten hade 4 806 invånare vid folkmätningen 2010.